# هجرس ديانا
هجرس ديانا (الاسم العلمي:Cercopithecus diana) من سعادين العالم القديم عثر عليها في غرب أفريقيا، من سيراليون إلى كوت ديفوار. وهو نوع من الحيوانات يتبع جنس الهجرس من فصيلة سعادين العالم القديم.

## معرض صور

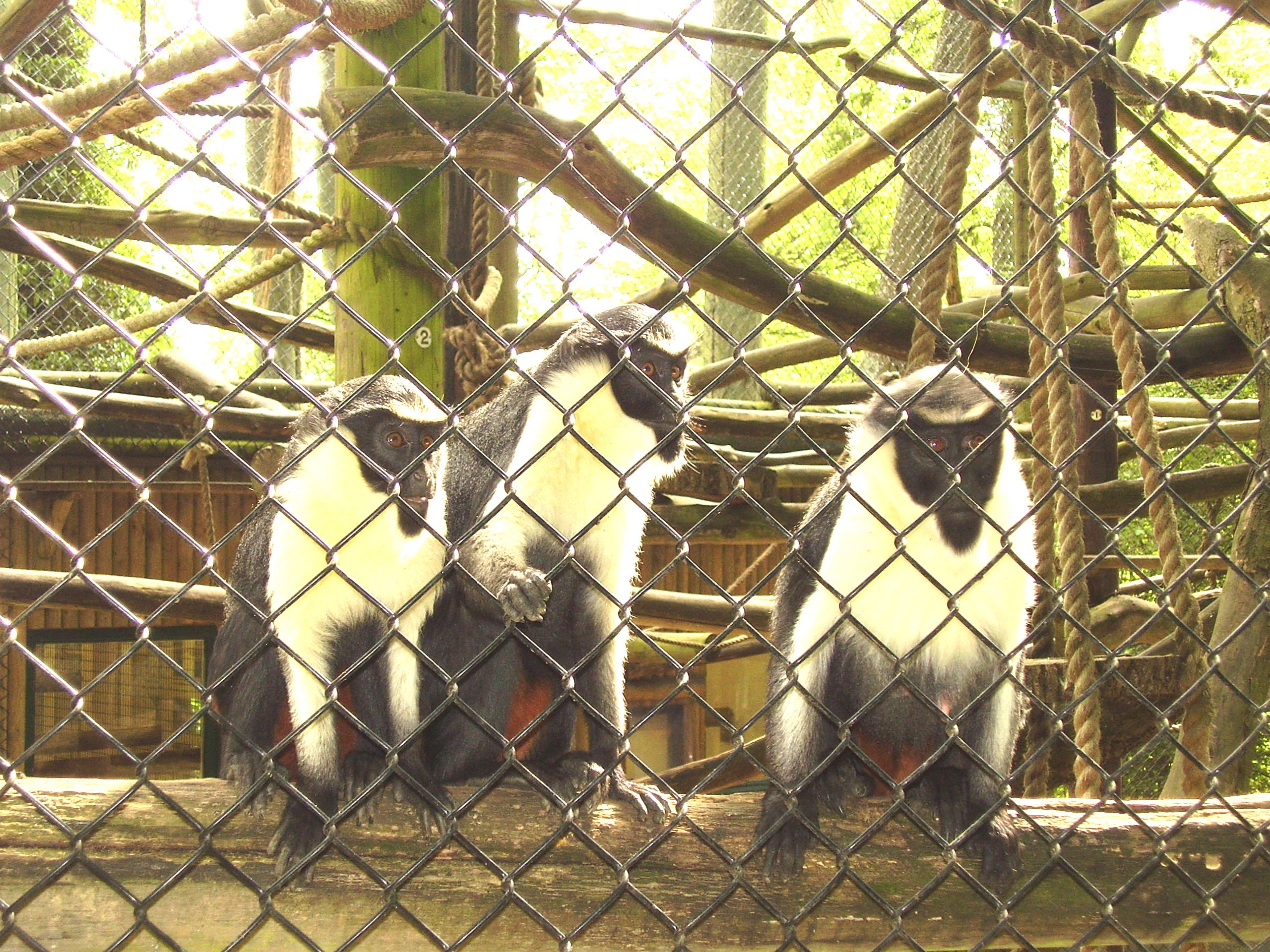
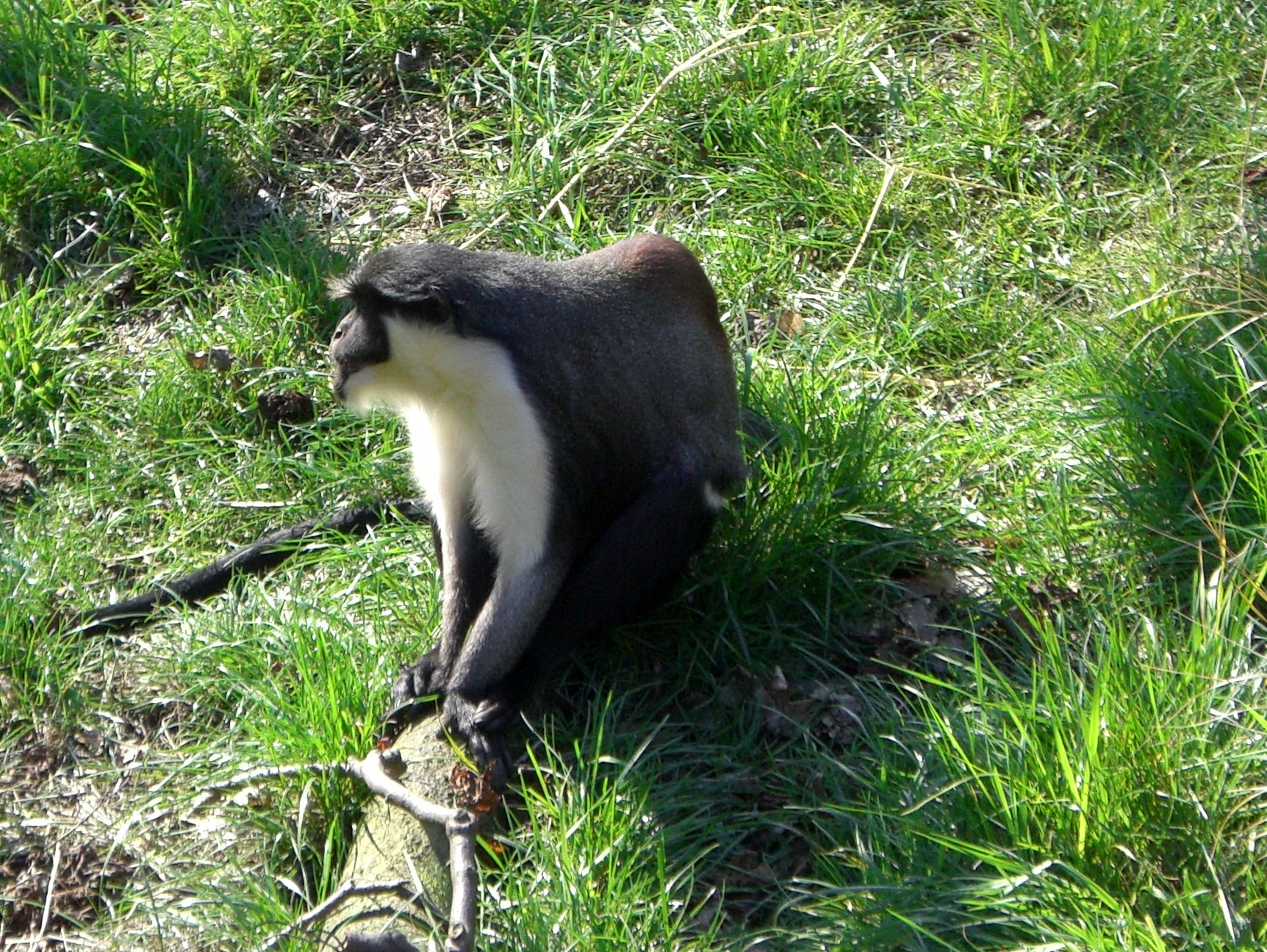
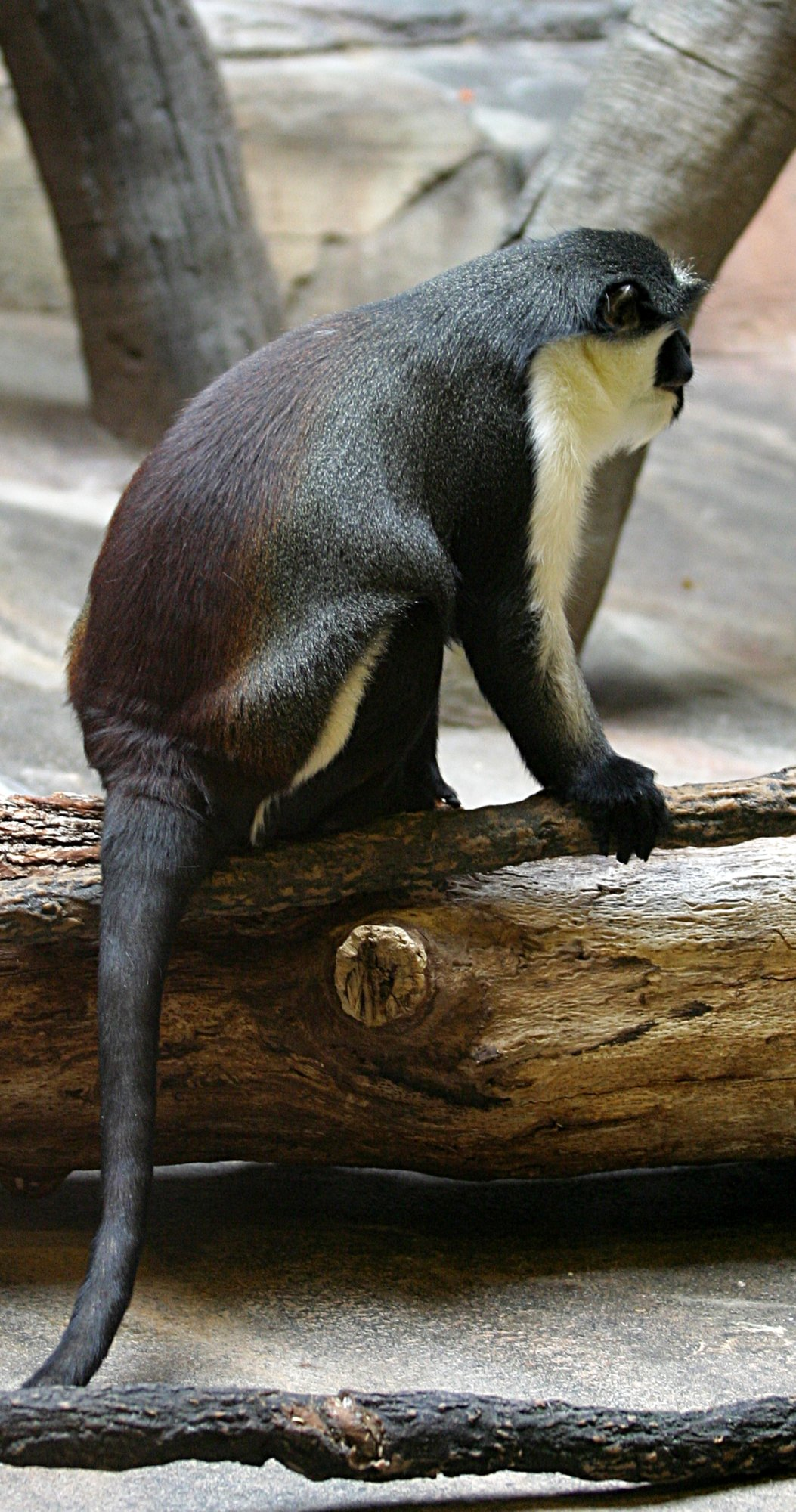